# Liste der Baudenkmale in Nahrendorf
In der Liste der Baudenkmale in Nahrendorf sind die Baudenkmale der niedersächsischen Gemeinde Nahrendorf und ihrer Ortsteile aufgelistet. Der Stand der Liste ist der 27. Januar 2023. Die Quelle der  IDs und der Beschreibungen ist der Denkmalatlas Niedersachsen.

## Allgemein
In den Spalten befinden sich folgende Informationen:
- Lage: die Adresse des Baudenkmales und die geographischen Koordinaten. Kartenansicht, um Koordinaten zu setzen. In der Kartenansicht sind Baudenkmale ohne Koordinaten mit einem roten Marker dargestellt und können in der Karte gesetzt werden. Baudenkmale ohne Bild sind mit einem blauen Marker gekennzeichnet, Baudenkmale mit Bild mit einem grünen Marker.
- Bezeichnung: Bezeichnung des Baudenkmales
- Beschreibung: die Beschreibung des Baudenkmales. Unter § 3 Abs. 2 NDSchG werden Einzeldenkmale und unter § 3 Abs. 3 NDSchG Gruppen baulicher Anlagen und deren Bestandteile ausgewiesen.
- ID: die Objekt-ID des Baudenkmales
- Bild: ein Bild des Baudenkmales, ggf. zusätzlich mit einem Link zu weiteren Fotos des Baudenkmals im Medienarchiv Wikimedia Commons. Wenn man auf das Kamerasymbol klickt, können Fotos zu Baudenkmalen aus dieser Liste hochgeladen werden:

## Nahrendorf

### Gruppe: Im Klint
Die Gruppe hat die ID: 34327608. Gruppe aus Wohn-/ Wirtschaftsgebäude und Wohnhaus (Landarbeiterwohnhaus). Beide Gebäude stehen an der Straße gegenüber.

| Lage                                    | Bezeichnung               | Beschreibung | ID       | Bild |
| --------------------------------------- | ------------------------- | --- | -------- | ---- |
| Im Klint 1 53° 10′ 26″ N, 10° 48′ 38″ O | Wohnhaus                  | Traufständiger Fachwerkgebäude mit Backsteinausfachung unter Satteldach in Ziegeldeckung. Errichtet Ende 19. Jh.                                                              | 28831005 | BW   |
| Im Klint 6 53° 10′ 26″ N, 10° 48′ 38″ O | Wohn-/ Wirtschaftsgebäude | Giebelständiger, eingeschossiger Fachwerk mit Backsteinausfachung unter Halbwalmdach mit Ziegeldeckung. Wirtschaftsteil mit ausmittiger Längseinfahrt. Errichtet Ende 19. Jh. | 28831439 | BW   |

### Einzelobjekte
| Lage                                         | Bezeichnung               | Beschreibung | ID       | Bild           |
| -------------------------------------------- | ------------------------- | --- | -------- | -------------- |
| Am Kirchplatz 53° 10′ 27″ N, 10° 48′ 49″ O   | St.-Lamberti-Kirche       | Fachwerkkirche mit Backsteinausfachung auf den Feldsteinmauern des Vorgängerbaus mit dreiseitigem Ostabschluss und eingezogenem vierseitigem Westturm unter Zeltdach. Dächer in Hohlpfannendeckung. Langseiten mit hohen Rundbogenfenster und mittigem Eingang. Innenraum durch Holzstützen der U-förmig umlaufenden Holzemporen in drei Schiffe geteilt, das mittlere von leicht gedrückter Holztonne überwölbt. Im Osten Kanzelaltar, im Westen Orgel, beides aus Erbauungszeit. Errichtete durch Architekt Schwarzkopf, 1771 bis 1774. Weitere Ausstattung: Kruzifix (um 1500), Taufengel (um 1700), Leuchter (1693). | 28831694 | Weitere Bilder |
| Am Kirchplatz 3 53° 10′ 27″ N, 10° 48′ 42″ O | Wohn-/ Wirtschaftsgebäude | Giebelständiger, eingeschossiger Fachwerkbau in Zweiständerbauweise mit Backsteinausfachung auf Feldsteinsockel unter Halbwalmdach in Reetdeckung. Am Wirtschaftsgiebel symmetrisches Gefüge mit vierfeldrigen Streben. Bauinschrift am Wirtschaftsgiebel. Errichtet 1831(i). | 28831401 | BW             |
| Am Kirchplatz 5 53° 10′ 27″ N, 10° 48′ 45″ O | Wohn-/ Wirtschaftsgebäude | Fachwerkshaus in Zweiständerbauweise mit Backsteinausfachung unter Halbwalmdach ursprünglich in Weichdeckung. Über dem südöstlichen Fletteingang ein Zwerchhaus. Südwestgiebel mit verzinkten Blechen verkleidet. Errichtet 1836(i). | 28831710 | BW             |

## Breese am Seisselberge

### Einzelobjekte
| Lage                                                | Bezeichnung               | Beschreibung | ID       | Bild           |
| --------------------------------------------------- | ------------------------- | --- | -------- | -------------- |
| Breese am Seißelberge 1 53° 9′ 57″ N, 10° 51′ 4″ O  | Speicher                  | Fachwerkgebäude mit Drempel unter ziegelgedecktem Satteldach. Zwei Längsdurchfahrten. Errichtet im 19. Jahrhundert. | 28831602 | BW             |
| Breese am Seißelberge 4 53° 9′ 59″ N, 10° 51′ 0″ O  | Wohn-/ Wirtschaftsgebäude | Traufständiger, eingeschossiger Fachwerkbau in Zweiständerbauweise mit Backsteinausfachung unter Halbwalmdach Wohnteil in Hohlpfannendeckung, Wirtschaftsteil in Faserzementrautendeckung. Wohngiebel leicht vorkragend. Zwerchhaus über dem nördlichen Fletteingang. Errichtet gegen 1880. | 28831583 | BW             |
| Breese am Seißelberge 11 53° 10′ 4″ N, 10° 51′ 7″ O | Bahnhof Göhrde            | An Eisenbahnlinie Lüneburg-Hitzacker. Symmetrisch aufgebauter Backsteinbau mit zweigeschossigem zu den Gleisen und dem Vorplatz giebelständigem Mittelteil und eingeschossigen traufständigen Seitenflügeln. Alle Baukörper mit ausgebauten Fachwerkdrempel unter weit überstehenden Satteldächern. Vor westlichen Seitenflügel zum Vorplatz Veranda in aufwendiger Holzkonstruktion. Im Mittelteil beidseitig ab ersten OG Balkonvorbauten in Holz. Erschließung erfolgt vom tiefer liegenden Vorplatz über Freitreppen. Errichtet 1874. | 28831564 | Weitere Bilder |
| Breese am Seißelberge 11 53° 10′ 4″ N, 10° 51′ 7″ O | Zufahrtsallee             | Pflasterung einer von Akazien und Linden begleitete Zufahrtsstraße, eines Rondells und eines Vorplatz vor dem Empfangsgebäude des Bahnhof Göhrde. Art der Pflasterung wechselt auf der Zufahrtsstraße kurz vor dem Übergang zur Platzanlage von ortsüblichen Feldsteinplasterung zur Quaderpflasterung aus grauem Granit. Angelegt 1874. | 28832018 |                |

## Eichdorf

### Einzelobjekte
| Lage                             | Bezeichnung           | Beschreibung | ID       | Bild           |
| -------------------------------- | --------------------- | ------------ | -------- | -------------- |
| B 216 53° 9′ 11″ N, 10° 50′ 8″ O | Denkmal Gördeschlacht |              | 28831546 | Weitere Bilder |

## Kovahl

### Gruppe: Am Schulhof 1
Die Gruppe hat die ID: 34327538. Hofanlage mit Wohnwirtschaftsgebäude und Stall. Beide Gebäude stehen zentral auf ovaler Hofanlagen mit reichen Baumbestand. Parallel zueinander in Nord-Süd-Richtung. Hofanlage wird östlich zur Straße durch Feldsteinmauer begrenzt.

| Lage                                       | Bezeichnung               | Beschreibung | ID       | Bild |
| ------------------------------------------ | ------------------------- | --- | -------- | ---- |
| Am Schulhof 1 53° 10′ 56″ N, 10° 51′ 31″ O | Wohn-/ Wirtschaftsgebäude | Eingeschossiger Fachwerkbau in Vierständerbauweise mit Backsteinausfachung unter Halbwalmdach in Hohlpfannendeckung. Spruch- und Bauinschrift am Wirtschaftsgiebel. Errichtet 1871(i). | 28831076 | BW   |
| Am Schulhof 1 53° 10′ 56″ N, 10° 51′ 33″ O | Stall                     | Fachwerkbau unter Satteldach in Ziegelpfannendeckung. Südlich massiver Anbau. Bauinschrift am Nordgiebel. Errichtet 1876(i).                                                           | 28831059 | BW   |

## Lüben

### Gruppe: Lüben Nr. 1
Die Gruppe hat die ID: 34327554. Hofanlage mit Wohn-/ Wirtschaftsgebäude, Stall und Scheune. Alle Gebäude in Ost-West-Ausrichtung. Einfriedung durch zeitgenössischen Zaun mit Backsteinpfeilern. Einfahrt von beiden rahmenden Straßen möglich.

| Lage                                | Bezeichnung               | Beschreibung | ID       | Bild |
| ----------------------------------- | ------------------------- | --- | -------- | ---- |
| Lüben 1 53° 9′ 26″ N, 10° 51′ 21″ O | Wohn-/ Wirtschaftsgebäude | Traufständiger Backsteinbau unter Halbwalmdach in Hohlpfannendeckung. An nördlicher Straßenseite Zwerchhaus über dem Hauseingang. Fassaden gegliedert durch reichen Ziegeldekor. Errichtet gegen 1908. | 28831130 | BW   |
| Lüben 1 53° 9′ 26″ N, 10° 51′ 19″ O | Stall                     | Traufständiger, langgestreckter Backsteinbau unter Satteldach in Hohlpfannendeckung. Fassadengliederung durch Ziegeldekor. Errichtet etwa 1908.                                                        | 28831094 | BW   |
| Lüben 1 53° 9′ 25″ N, 10° 51′ 19″ O | Scheune                   | Giebelständiger Backsteinbau unter flach geneigtem Satteldach. Mittige Längseinfahrt. Fassaden durch Ziegeldekor gegliedert. Hölzerne Anbauten an beiden Traufseiten. Errichtet 1908(i).               | 28831112 | BW   |

### Gruppe: Lüben Nr. 2
Die Gruppe hat die ID: 34327571. Hofanlage mit Wohn-/ Wirtschaftsgebäude, Stall und Scheune in Rechteckform angeordnet. Haupthaus mit Vorgarten und Eisenzahn von der Straße abgesetzt und Linden vor dem Eingang und Stall parallel zur Straße. Zufahrt von Süden und Osten möglich.

| Lage                                | Bezeichnung               | Beschreibung | ID       | Bild |
| ----------------------------------- | ------------------------- | --- | -------- | ---- |
| Lüben 2 53° 9′ 20″ N, 10° 51′ 22″ O | Wohn-/ Wirtschaftsgebäude | Traufständiger Backsteinbau unter Halbwalmdach in glasierter Falzziegeldeckung. An der südlichen Straßenseite Hervorhebung des Hauseingangs durch Risalit mit Zwerchhaus auf Holzsubstruktion und Eingangstür mit Dekor. Fassaden gegliedert durch Ziegeldekor. Bauinschrift am Wirtschaftsgiebel. Errichtet 1914. | 28831184 | BW   |
| Lüben 2 53° 9′ 20″ N, 10° 51′ 23″ O | Stall                     | Langgestreckter Backsteinbau unter Ziegeldach. Errichtet 1914. | 28831166 | BW   |
| Lüben 2 53° 9′ 20″ N, 10° 51′ 19″ O | Scheune                   | Giebelständiger Backsteinbau unter flach geneigtem Satteldach. Längseinfahrt. Errichtet 1927. | 28831148 | BW   |

## Mücklingen

### Einzelobjekte
| Lage                                       | Bezeichnung               | Beschreibung | ID       | Bild |
| ------------------------------------------ | ------------------------- | --- | -------- | ---- |
| Mücklingen 4 a 53° 10′ 43″ N, 10° 47′ 2″ O | Wohn-/ Wirtschaftsgebäude | Giebelständiger, eingeschossiger Fachwerkbau in Zweiständerbauweise unter Halbwalmdach in Reetdeckung. Errichtet Mitte 19. Jh. | 28831637 | BW   |

## Neestahl

### Einzelobjekte
| Lage                                        | Bezeichnung               | Beschreibung | ID       | Bild |
| ------------------------------------------- | ------------------------- | --- | -------- | ---- |
| Am Wiesental 5 53° 10′ 49″ N, 10° 51′ 49″ O | Schafstall                | Fachwerkbau mit Backsteinausfachung auf hohem Feldsteinsockel unter Halbwalmdach ursprünglich in Weichdeckung. Zwei Längsdurchfahrten, Schäfertür auf Ostseite zugesetzt. Über dieser Bauinschrift. Errichtet 1755(i). Wagenschauer an Ostseite angebaut. | 28831656 | BW   |
| Am Wiesental 7 53° 10′ 48″ N, 10° 51′ 55″ O | Wohn-/ Wirtschaftsgebäude | Doppelwohnhaus. Langgestreckter Fachwerkbau mit mittiger Querdiele unter Halbwalmdach in ursprünglich in Weichdeckung. Inschriften an Süd- und Nordgiebel. Errichtet 1894(i).                                                                             | 28831675 | BW   |

## Nüdlitz

### Gruppe: Gut Nüdlitz
Die Gruppe hat die ID: 34327625. Große gutsähnliche Hofanlage in Alleinlage, etwa ein Kilometer nordwestlich von Kovahl, bestehend aus gutshausartigen Wohnhaus mit axialsymmetrischer Lindenallee sowie vier Wirtschaftsgebäuden, die freistehend nördlich und südlich der Allee angeordnet sind und mit dem Wohnhaus eine rechteckige Hoffläche an drei Seiten einfassen.

| Lage                         | Bezeichnung   | Beschreibung | ID       | Bild |
| ---------------------------- | ------------- | --- | -------- | ---- |
| 53° 11′ 9″ N, 10° 50′ 20″ O  | Wohnhaus      | Eingeschossiger quergelagerter Mauerwerksbau mit tw. horizontaler Verschalung, großem Zwerchhaus über dem Eingang und zweigeschossiger Anbau an Nordseite. Satteldach in Hohlpfannendeckung nach Süden abgewalmt. 1845. Erweiterung mit Anbau des östlichen Altans. 1905. Erweiterung um einen Risalit nach Norden und Anpassung der Binnenaufteilung. Um 1915 (?). | 28830966 | BW   |
| 53° 11′ 10″ N, 10° 50′ 16″ O | Scheune       | Eingeschossiger Fachwerkbau mit Backsteinausfachungen und massivem Westgiebel unter Halbwalmdach. Ausmittige Längsdurchfahrt. Zweite Hälfte 19. Jh. | 28831220 | BW   |
| 53° 11′ 10″ N, 10° 50′ 19″ O | Stallscheune  | Eingeschossiger Fachwerkbau mit Backsteinausfachungen unter Satteldach, Schleppgaube mit Ladeluke über der außermittigen Quereinfahrt. Zweite Hälfte 19. Jh. | 28831202 | BW   |
| 53° 11′ 8″ N, 10° 50′ 19″ O  | Scheune       | Eingeschossiger Fachwerkbau mit Backsteinausfachungen und vertikal verbohltem Drempelgeschoss unter flach geneigtem Satteldach mit zwei Quereinfahrten. Um 1900. | 28831023 | BW   |
| 53° 11′ 8″ N, 10° 50′ 16″ O  | Schafstall    | Eingeschossiger Fachwerkbau mit Backsteinausfachungen und massivem Westgiebel unter Halbwalmdach. Zwei Längsdurchfahrten. Zweite Hälfte 19. Jh. | 28831041 | BW   |
| 53° 11′ 9″ N, 10° 50′ 17″ O  | Zufahrtsallee | Lindenallee achsensymmetrisch zum Wohnhaus. | 28832083 | BW   |

## Oldendorf/Göhrde

### Einzelobjekte
| Lage                                                  | Bezeichnung               | Beschreibung | ID       | Bild |
| ----------------------------------------------------- | ------------------------- | --- | -------- | ---- |
| Alte Poststraße 8 53° 9′ 30″ N, 10° 48′ 35″ O         | Wohn-/ Wirtschaftsgebäude | Giebelständiger, eingeschossiger Fachwerkbau in Zweiständerbauweise über Feldsteinsockel mit Backsteinausfachung, auf der Ostseite noch teilweise Lehmstakung, unter Halbwalmdach in Hohlpfannendeckung. Westtraufe und Wohngiebel teilweise in Backstein ersetzt. Spruch- und Bauinschrift am Wirtschaftsgiebel. Errichtet 1819(i). | 28831729 | BW   |
| Am Freiberg 1 53° 9′ 32″ N, 10° 48′ 31″ O             | Wohn-/ Wirtschaftsgebäude | Eingeschossiger Fachwerkbau in Zweiständerbauweise unter Halbwalmdach in Hohlpfannendeckung. Errichtet gegen 1825. | 28831805 | BW   |
| Am Freiberg 5 53° 9′ 30″ N, 10° 48′ 29″ O             | Wohn-/ Wirtschaftsgebäude | Traufständiger, eingeschossiger Fachwerkbau in Zweiständerbauweise mit Backsteinausfachung unter Halbwalmdach in Faserzementrautendeckung. Wohngiebel vorkragend. Wirtschaftsgiebel in Backstein ersetzt, hier ursprünglich hohe Ständer mit beidseitigen Streben. Errichtet Ende 17. Jh.                                            | 28831843 | BW   |
| Am Plögens 1 53° 9′ 29″ N, 10° 48′ 24″ O              | Wohn-/ Wirtschaftsgebäude | Eingeschossiger Fachwerkbau in Zweiständerbauweise mit Backsteinausfachung unter Halbwalmdach in Faserzementrautendeckung. Bauinschrift am Wirtschaftsgiebel. Errichtet 1818(i). | 28831786 | BW   |
| Eichdorfer Straße 5 53° 9′ 35″ N, 10° 48′ 35″ O       | Einfriedung               | Backsteinmauer als straßenseitige Einfriedung über verputztem Sockel mit Stützpfeilern und Brüstungen aus Lochmauerwerk darüber Abdeckungen. Errichtet Anfang 20. Jh. | 28831824 | BW   |
| Nahrendorfer Straße 2 / 4 53° 9′ 34″ N, 10° 48′ 39″ O | Einfriedung               | Backsteinmauer als straßenseitige Einfriedung über gemauertem Sockel mit Stützpfeilern und Brüstungen mit Balustern aus Formsteinen. Errichtet Anfang 20. Jh. | 28831767 | BW   |

## Pommoissel

### Gruppe: Pommoisseler Straße 9
Die Gruppe hat die ID: 34327657. Hofanlage mit Wohn-/ Wirtschaftsgebäudes und Scheune. Hofanlage erstreckt sich beidseitig der Straße nach Nieperfitz. Die Gebäude stehen sich nördlich und südlich der Straße nahezu parallel gegenüber. Der Wirtschaftshof im Norden wird von Feldsteinmauer mit eisernen Einfahrtstoren begrenzt. Alter Baumbestand vorhanden.

| Lage                                             | Bezeichnung               | Beschreibung | ID       | Bild |
| ------------------------------------------------ | ------------------------- | --- | -------- | ---- |
| Pommoisseler Straße 9 53° 9′ 45″ N, 10° 52′ 0″ O | Wohn-/ Wirtschaftsgebäude | Eingeschossiger Fachwerkbau in Zweiständerbauweise mit Backsteinausfachung über Feldstein- und Ziegelsockel unter Halbwalmdach tw. in Hohlpfannendeckung. An nördlicher Ecke Verbindungsbau in Fachwerk unter abgeschlepptem Dach zum Stall. Spruch an Wohn- und Wirtschaftsgiebel und Bauinschrift auf Torsturz. Errichtet 1851(i). Eingänge zum Wohnteil durch Zwerchhaus betont, straßenseitig im Süden mit Fluggespärre sowie vorgelagerte Laube und Balkon in Holzkonstruktion. Umbau etwa 1910. | 28831293 | BW   |
| Pommoisseler Straße 9 53° 9′ 45″ N, 10° 52′ 1″ O | Scheune                   | Traufständiger Fachwerkbau und rechtwinkligen Anbau nach Süden, beides mit Backsteinausfachung unter Krüppelwalmdach in Hohlpfannendeckung. Längs- und Querdurchfahrt. Errichtet zweite Hälfte 19. Jh. | 28831311 | BW   |

### Einzelobjekte
| Lage                                               | Bezeichnung    | Beschreibung | ID       | Bild |
| -------------------------------------------------- | -------------- | --- | -------- | ---- |
| Pommoisseler Straße 14 53° 9′ 51″ N, 10° 52′ 4″ O  | Wohnhaus       | Traufständiger, eingeschossiger Backsteinbau mit ausgebauten Drempelgeschoss über Kellergeschoss unter Krüppelwalmdach in Ziegeldeckung. Straßenseitig mittig Eingangsrisalit mit Zwerchhaus aus Fachwerk und Fluggespärre und vorgelagerter Terrasse. Errichtet etwa 1905. | 28831879 | BW   |
| Göhrder Bahnhofstr. 25 53° 9′ 56″ N, 10° 51′ 43″ O | Doppelwohnhaus | Traufständiger, eingeschossiger Fachwerkbau mit Backsteinausfachung unter Halbwalmdach in Hohlpfannendeckung. Errichtet gegen 1880. | 28831862 | BW   |

## Süschendorf

### Gruppe: Gutshof Süschendorf
Die Gruppe hat die ID: 34327673. Von Laubwald umgebener Gutshof etwa vier Kilometer südöstlich von Dahlenburg auf annähernd rechteckiger Grundfläche, bestehend aus drei Wirtschaftsgebäuden, davon zwei an nordwestlicher sowie eines an südöstlicher Zufahrt.

| Lage                        | Bezeichnung   | Beschreibung | ID       | Bild |
| --------------------------- | ------------- | --- | -------- | ---- |
| 53° 10′ 1″ N, 10° 46′ 53″ O | Scheune/Stall | Fachwerkbau mit geschlämmten Backsteinausfachungen und Längsdurchfahrt auf Feldsteinsockel unter Halbwalmdach. Errichtet als Scheune um 1800, später auch Stallnutzung.                                | 28831329 | BW   |
| 53° 10′ 4″ N, 10° 46′ 47″ O | Scheune       | Fachwerkbau mit geschlämmten Backsteingefachen auf Feldsteinsockel unter Halbwalmdach. Regelmäßige Fußstrebenpaare im Giebel. Inschrift am Hauptbalken des Südostgiebels, mit Datierung: „ANNO 1661“.  | 28831477 | BW   |
| 53° 10′ 4″ N, 10° 46′ 48″ O | Speicher      | Zweigeschossiger Fachwerkbau mit geschlämmten Backsteinausfachungen auf Feldsteinsockel unter Satteldach in roter Hohlpfannendeckung. Mittige Quereinfahrt, Innentreppe, Uhr am Südostgiebel. Um 1780. | 28831457 | BW   |

## Tangsehl

### Gruppe: Wassermühle Tangsehl
Die Gruppe hat die ID: 34327689. Hofanlage aus Wohn-/Wirtschaftsgebäude mit zugehöriger Wassermühle und Stall sowie Mühlenteich. Mühlengebäude steht am Übergang der Straße über den Kateminer Bach. Wohn-/ Wirtschaftsgebäude mit Mühlenbau und Stall stehen traufständig nebeneinander südöstlich der Straße. Hinter ihnen erstreckt sich im Südosten der Mühlenteich.

| Lage                                    | Bezeichnung               | Beschreibung | ID       | Bild |
| --------------------------------------- | ------------------------- | --- | -------- | ---- |
| Tangsehl 1 53° 10′ 25″ N, 10° 52′ 41″ O | Wohn-/ Wirtschaftsgebäude | Gebäude bestehend aus Wohn-/Wirtschaftsgebäude im Westen und Mühlenbau im Osten. Traufständiger, eingeschossiger Fachwerkbau in Zweiständerbauweise unter Halbwalmdach in Hohlpfannendeckung. Straßenseitig nachträglich errichtetes großes Zwerchhaus über dem Wohneingang. Bauinschrift am Dielentor. Errichtet 1875(i). Mühlenbau auf sehr hohem Haustein- und Backsteinsockel unter Satteldach in Hohlpfannendeckung. In Eckgefachen Andreaskreuze. Auf Ostseite das oberschlächtige Mühlenrad. Inschriftentafel auf Nordseite. Erbaut 1900(i). | 28831898 | BW   |
| Tangsehl 1 53° 10′ 24″ N, 10° 52′ 39″ O | Stall                     | Traufständiger, eingeschossiger Fachwerkbau mit Bachsteinausfachung, nachträglich um Drempel erhöht nach Westen erweitert unter Satteldach in Hohlpfannendeckung. Errichtet gegen 1900 über älteren Substanz. | 28831512 | BW   |
| Tangsehl 1 53° 10′ 24″ N, 10° 52′ 42″ O | Teich                     | Stau zum Antrieb der Wassermühle. Vom Kateminer Bach gespeister Teich im Südosten des Mühlengebäudes gelegen, der mit einer Kanalführung nach Norden am Ostgiebel des Mühlenrad oberschlächtig antreibt. | 28831497 | BW   |

## Ehem. Einzelobjekte
| Lage                                   | Bezeichnung                             | Beschreibung | ID | Bild |
| -------------------------------------- | --------------------------------------- | ------------ | -- | ---- |
| Moislingen 53° 11′ 34″ N, 10° 53′ 1″ O | Mühlenrad der Wassermühle, Mühlenanlage |              |    | BW   |
| Pommoissel 53° 9′ 44″ N, 10° 51′ 58″ O | Kriegerdenkmal                          |              |    |      |